# أويوس ديل كويادو
بلدية أويوس ديل كويادو (بالإسبانية: Hoyos del Collado) هي بلدية تقع في مقاطعة آبلة التابعة لمنطقة قشتالة وليون وسط إسبانيا.

## الديموغرافيا
يبلغ عدد سكان بلدية أويوس ديل كويادو 37 نسمة عام 2011 (وفقاً للمعهد الوطني للإحصاء الإسباني).
| 50 | 51 | 44 | 40 | 39 | 38 | 37 |